# Демократическая партия левых сил (Италия)
Демократическая партия левых сил (итал. Partito Democratico della Sinistra) — социал-демократическая левая партия в Италии в 1991—1998. Преемница Итальянской коммунистической партии (члены ИКП, оставшиеся на марксистских позициях, создали Партию коммунистического возрождения) предшественница партии Левые демократы. Дружественная газета — «L’Unità». Лидеры — Акилле Оккетто, Массимо Д'Алема. Входила в Социалистический интернационал. За время деятельности число членов упало с 989,708 до 613,412.

## История
3 февраля 1991 года усилия последнего лидера ИКП Акилле Оккетто, направленные на преодоление внутреннего кризиса компартии (ещё 10 октября 1990 года он представил символику реорганизованной политической структуры), завершились решением о создании Демократической партии левых сил с целью консолидации социал-демократической части итальянского политического спектра.
ДПЛС признавала необходимость институциональных реформ в Италии — избранный национальным секретарём Акилле Оккетто в числе прочего стал добиваться изменения избирательной системы страны на мажоритарную. В 1991 году на референдуме такие решения были приняты в отношении Палаты депутатов, а в 1993 — и для Сената. В 1994 году партия получила на парламентских выборах 20,4 % голосов, и спустя несколько месяцев Массимо Д’Алема сменил Оккетто на посту лидера ДПЛС. В 1995 году партия приняла участие в коалиции, поддержавший правительство Дини, а впоследствии поддержала создание коалиции Романо Проди «Олива», что позволило сформировать после победных для левоцентристов парламентских выборов 1996 года при поддержке ПКВ первое правительство Проди. ДПЛС была в нём представлена заместителем премьер-министра Вальтером Вельтрони и министром внутренних дел Джорджо Наполитано. В 1992 году председатель партии Стефано Родота ушёл в отставку, и 27 марта 1993 года Национальный совет ДПЛС тайным голосованием (решение поддержали 285 членов совета из 499) избрал его преемницу — Джилию Тедеско-Тато.
14 февраля 1998 года Демократическая партия левых сил была реорганизована в партию «Левые демократы», в которую также влились следующие партии: «Социальные христиане» (левое крыло христианских демократов), Федерация лейбористов (откол от Социалистической партии), Республиканская левая (левое крыло Республиканской партии), Унитарное движение коммунистов (откол от Партии коммунистического возрождения), Реформисты за Европу (откол от Демократического союза), Демократическая федерация (сардинская регионалистская партия).